# Celimba
Celimba is een geslacht van hooiwagens uit de familie Assamiidae.
De wetenschappelijke naam Celimba is voor het eerst geldig gepubliceerd door Roewer in 1940. 

## Soorten
Celimba is monotypisch en omvat slechts de volgende soort:
- Celimba parvula